# Eddie Clarke
Edward Allan "Eddie" Clarke, även känd som "Fast Eddie" Clarke, född 5 oktober 1950 i Twickenham i London, död 10 januari 2018 i London, var hårdrocksgruppen Motörheads gitarrist från 1976 till 1982. När Clarke lämnat Motörhead (efter motsättningar med Lemmy), bildade han gruppen Fastway.